# Clathria bulbotoxa
Clathria bulbotoxa är en svampdjursart som beskrevs av van Soest 1984. Clathria bulbotoxa ingår i släktet Clathria och familjen Microcionidae. Inga underarter finns listade i Catalogue of Life.